# Angels' share
La Angels' share (lett.: "la parte degli angeli", o '"la parte destinata agli angeli", da share, parte, porzione,  e angels, angeli) è la quantità di whisky che evapora dai barili in legno durante la maturazione.
Di norma, si attesta intorno al 1-2% annuo del totale contenuto nella botte.
La angel share determina l'invecchiamento: whisky con coefficiente di angel share più elevato invecchiano prima mentre per quelli caratterizzati da un angel share medio-basso occorre il normale periodo d'invecchiamento (8, 10, 12 o 15 anni). Ad esempio, il whisky indiano Amrut, dato il clima del subcontinente, ha un angel share elevatissimo (12,5%) e invecchia velocemente: è pronto al quarto anno.
Vi sono stati nel tempo dei tentativi, da parte di alcune distillerie, di trovare un modo per prevenire questa perdita, ma l'evaporazione sembra essere essenziale per la realizzazione di un buon whisky.